# Toshiya Ishii
Toshiya Ishii (石井 俊也, Ishii Toshiya) est un footballeur japonais né le 19 janvier 1978 à Fujieda.